# Кучурин
Кучу́рин — хутор в составе Благодарненского городского округа Ставропольского края России.

## География
На реке Мокрая Буйвола
На севере: Автодорога Р-266
На востоке: посёлок Госплодопитомник
На западе: село Александрия
Расстояние до краевого центра: 102 км.
Расстояние до районного центра: 13 км.

## История
На 1 марта 1966 года хутор Кучурин входил в состав Александрийского сельсовета с центром в селе Александрия:9.
До 1 мая 2017 года  входил в состав территории сельского поселения Александрийский сельсовет Благодарненского района Ставропольского края.

## Население
| 1989 | 2002 | 2010 | 2014 | 2021 | 2023 |
| ---- | ---- | ---- | ---- | ---- | ---- |
| 39   | ↗56  | ↘36  | ↘30  | ↗45  | ↘15  |

По данным переписи 2002 года в национальной структуре населения русские составляли 73 %, цыгане — 27 %.